# Кубок Естонії з футболу 2003—2004
Кубок Естонії з футболу 2003–2004 — 14-й розіграш кубкового футбольного турніру в Естонії. Титул втретє здобула Левадія (Таллінн).

## Календар
| Раунд        | Дата                            | Матчі | Клуби   |
| ------------ | ------------------------------- | ----- | ------- |
| Перший раунд | 9 вересня 2003                  | 4     | 20 → 16 |
| 1/8 фіналу   | 8-9 листопада 2003              | 8     | 16 → 8  |
| 1/4 фіналу   | 18-20 березня/14-15 квітня 2004 | 8     | 8 → 4   |
| 1/2 фіналу   | 29 квітня/12 травня 2004        | 4     | 4 → 2   |
| Фінал        | 20 травня 2004                  | 1     | 2 → 1   |

## Перший раунд
| Команда 1             | Рахунок | Команда 2            |
| --------------------- | ------- | -------------------- |
| 9 вересня 2003        |         |                      |
| Ганза Юнайтед (4)     | 1:3     | Елва (3)             |
| Серве (3)             | 5:0     | Естон Вілла (5)      |
| ГЮЙК Еммасте (3)      | 2:6     | Таммека (Тарту) (2)  |
| Тоомпеа (Таллінн) (5) | 0:5     | Динамо (Таллінн) (3) |

## 1/8 фіналу
| Команда 1                   | Рахунок | Команда 2          |
| --------------------------- | ------- | ------------------ |
| 8 листопада 2003            |         |                    |
| Аякс Естель (Таллінн) (2)   | 0:4     | ТВМК               |
| Тервіс (Пярну) (2)          | 0:2     | Левадія (Маарду)   |
| Таллінна Ялгпаллі Клубі (2) | 0:2     | Валга              |
| Серве (3)                   | 0:2 дч  | Курессааре         |
| Динамо (Таллінн) (3)        | 2:3     | Транс (Нарва)      |
| Таммека (Тарту) (2)         | 1:9     | Флора              |
| Лоотус (Кохтла-Ярве) (2)    | 3:0     | Тулевик (Вільянді) |
| 9 листопада 2003            |         |                    |
| Елва (3)                    | 0:9     | Левадія (Таллінн)  |

## 1/4 фіналу
| Команда 1                 | Заг. | Команда 2            | 1-й матч | 2-й матч |
| ------------------------- | ---- | -------------------- | -------- | -------- |
| 18 березня/15 квітня 2004 |      |                      |          |          |
| Флора                     | 7:1  | Левадія-2 (2)        | 3:0      | 4:1      |
| 19 березня/15 квітня 2004 |      |                      |          |          |
| ТВМК                      | 13:2 | Курессааре (2)       | 3:0      | 10:2     |
| 20 березня/14 квітня 2004 |      |                      |          |          |
| Транс (Нарва)             | 6:1  | Валга                | 3:0      | 3:1      |
| Левадія (Таллінн)         | 6:0  | Лоотус (Кохтла-Ярве) | 3:0      | 3:0      |

## 1/2 фіналу
| Команда 1                | Заг. | Команда 2 | 1-й матч | 2-й матч |
| ------------------------ | ---- | --------- | -------- | -------- |
| 29 квітня/12 травня 2004 |      |           |          |          |
| Транс (Нарва)            | 4:5  | ТВМК      | 4:2      | 0:3      |
| Левадія (Таллінн)        | 5:4  | Флора     | 5:2      | 0:2      |

## Фінал
| 20 травня 2004 |

| ТВМК | 0:3      | Левадія (Таллінн)                        |
| ---- | -------- | ---------------------------------------- |
|      | Протокол | Довиденас 10' Воскобойников 16' Нахк 90' |

| Кадріорг, Таллінн Глядачів: 350 Арбітр: Райво Латтік |